# 冥卫一地质

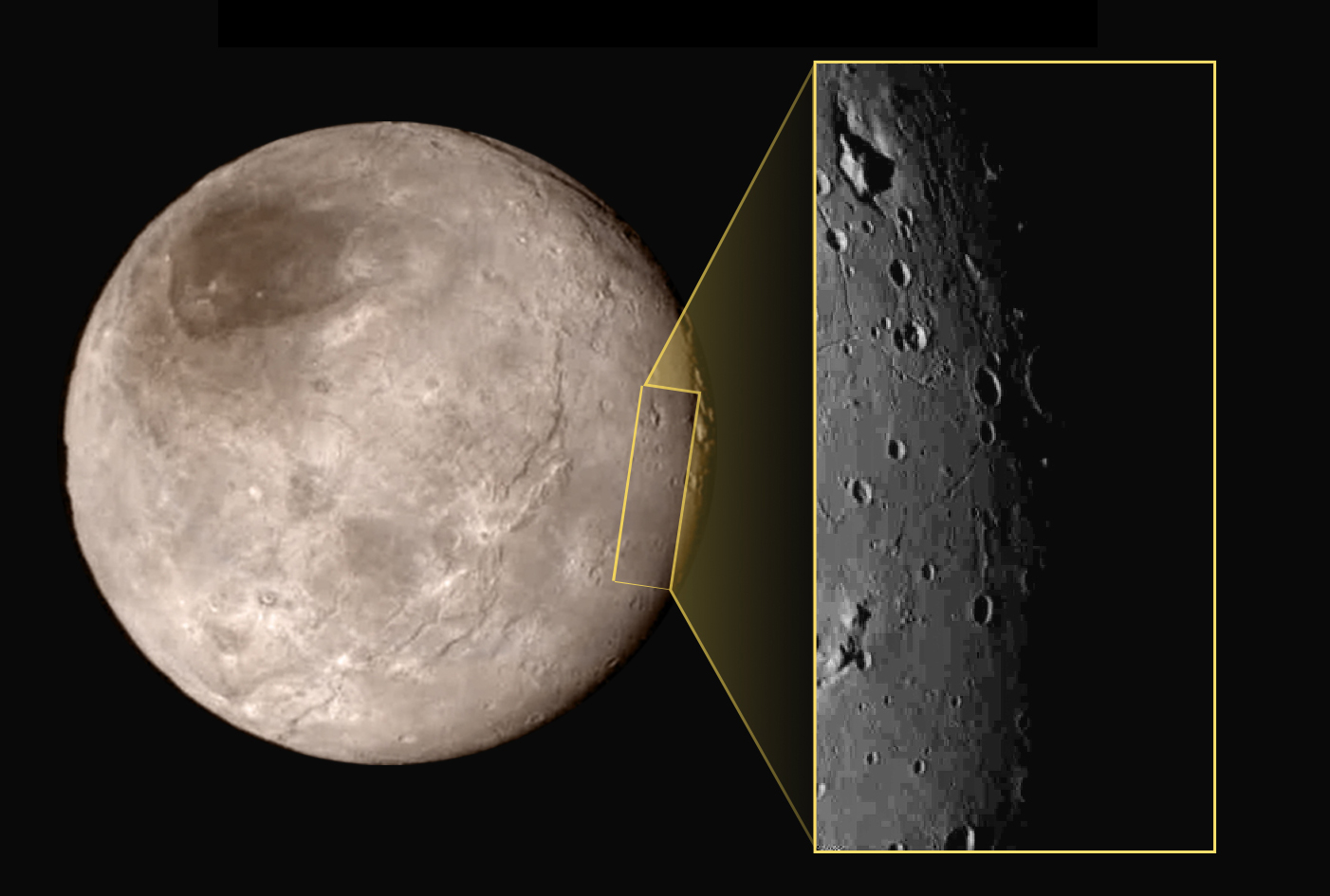
新视野号所拍摄的冥卫一图像，显示了冥卫一的陨石坑，盆地与山脉。

冥卫一是冥王星的一颗卫星，直径1,208（751英里），大约是冥王星的一半，为目前已知的第六大海王星外天體。冥卫一的质量足以在自身重力作用下塌缩成球体。